# Susanne Georgi
Susanne Georgi (27. srpnja 1976., Sjølund) je danska pjevačica koja živi i radi u Andori.
Karijeru je započela sa sestrom u duu Me & My. Grupa je imala nekoliko hitova diljem Europe. Godine 2007. su se natjecale u nacionalnom izboru, ali nisu uspjele proći na Euroviziju. 

## Eurovizija 2009.
Dana 4. veljače je izabrana da predstavlja Andoru na Euroviziji s pjesmom La teva decisió (Get a Life). U finalu 12. svibnja je završila na 15. mjestu s 8 bodova te se nije plasirala u finale.